# Онор
Онор — село в Смирныховском городском округе Сахалинской области России, в 51 км от районного центра.

## География
Находится на берегу реки Онор.

## Транспорт
Вблизи села расположена станция Онор Сахалинского региона Дальневосточной железной дороги.
Также существует автобусное сообщение.

## Население
| 2002 | 2010  | 2013  | 2021 |
| ---- | ----- | ----- | ---- |
| 1454 | ↘1222 | ↘1138 | ↘878 |

По переписи 2002 года население — 1454 человека (732 мужчины, 722 женщины). Преобладающая национальность — русские (90 %).
На 1.01.2016 г. население села Онор составляет 1280 человек (мужчин -630, женщин 650)

## Уроженцы
- Глуз, Михаил Семёнович (1951—2021) — советский и российский композитор, народный артист России.
- Грищенко, Николай Данилович (1920—1943) — Герой Советского Союза (по другим данным, он родился в Андрее-Ивановском).
- Диневич, Леонид Абрамович (род. 1941) — радиофизик, климатолог и метеоролог, доктор физико-математических наук, профессор.